# John Tolley Hood Worthington
John Tolley Hood Worthington (* 1. November 1788 bei Baltimore, Maryland; † 27. April 1849 im Baltimore County, Maryland) war ein US-amerikanischer Politiker. Zwischen 1831 und 1841 vertrat er zwei Mal den Bundesstaat Maryland im US-Repräsentantenhaus.

## Werdegang
John Worthington erhielt nur eine eingeschränkte Schulausbildung. Politisch schloss er sich der Demokratischen Partei an. Bei den Kongresswahlen des Jahres 1830 wurde er im fünften Wahlbezirk von Maryland in das US-Repräsentantenhaus in Washington, D.C. gewählt, wo er am 4. März 1831 sein neues Mandat antrat. Da er im Jahr 1832 nicht bestätigt wurde, konnte er bis zum 3. März 1833 zunächst nur eine Legislaturperiode im Kongress absolvieren. Seit dem Amtsantritt von Präsident Andrew Jackson im Jahr 1829 wurde innerhalb und außerhalb des Kongresses heftig über dessen Politik diskutiert. Dabei ging es um die umstrittene Durchsetzung des Indian Removal Act, den Konflikt mit dem Staat South Carolina, der in der Nullifikationskrise gipfelte, und die Bankenpolitik des Präsidenten.
Im Jahr 1836 wurde Worthington im dritten Distrikt seines Staates erneut in den Kongress gewählt, wo er am 4. März 1837 James Turner ablöste. Nach einer Wiederwahl konnte er bis zum 3. März 1841 zwei weitere Amtszeiten im Kongress absolvieren. Er starb am 27. April 1849 auf seinem Anwesen Shewan im Baltimore County.

## Familie
Er war mit Mary Tolley Worthington (1790–1840) verheiratet. Das Paar hatte zwei Söhne und zwei Töchter.
James Watkins, ein ehemaliger Sklave aus Maryland, berichtet von zwei weiteren, außerehelichen Töchtern, die als Kinder einer Sklavin selbst versklavt waren. Eine der beiden sei von ihrem Vater für 1800 Dollar verkauft worden und sollte ihren Käufern dazu dienen, Sklavenkinder zu gebären. Als sie diese Art der Benutzung aufgrund ihrer christlichen Überzeugung verweigert habe, sei sie so brutal geschlagen worden, dass sie in Watkins’ Gegenwart an den Folgen gestorben sei.